# Языки ЮАР
В Южно-Африканской Республике, согласно её Конституции 1996 года, признаётся 11 официальных языков (больше только в Боливии (37) и Индии (23)). Прежде официальными языками государства были английский и африкаанс, однако после падения апартеида на государственном уровне стали поддерживаться и языки местного чёрного населения, относящиеся в основном к семье банту. В 2023 году в список официальных языков добавили южноафриканский жестовый язык.

## Официальные языки

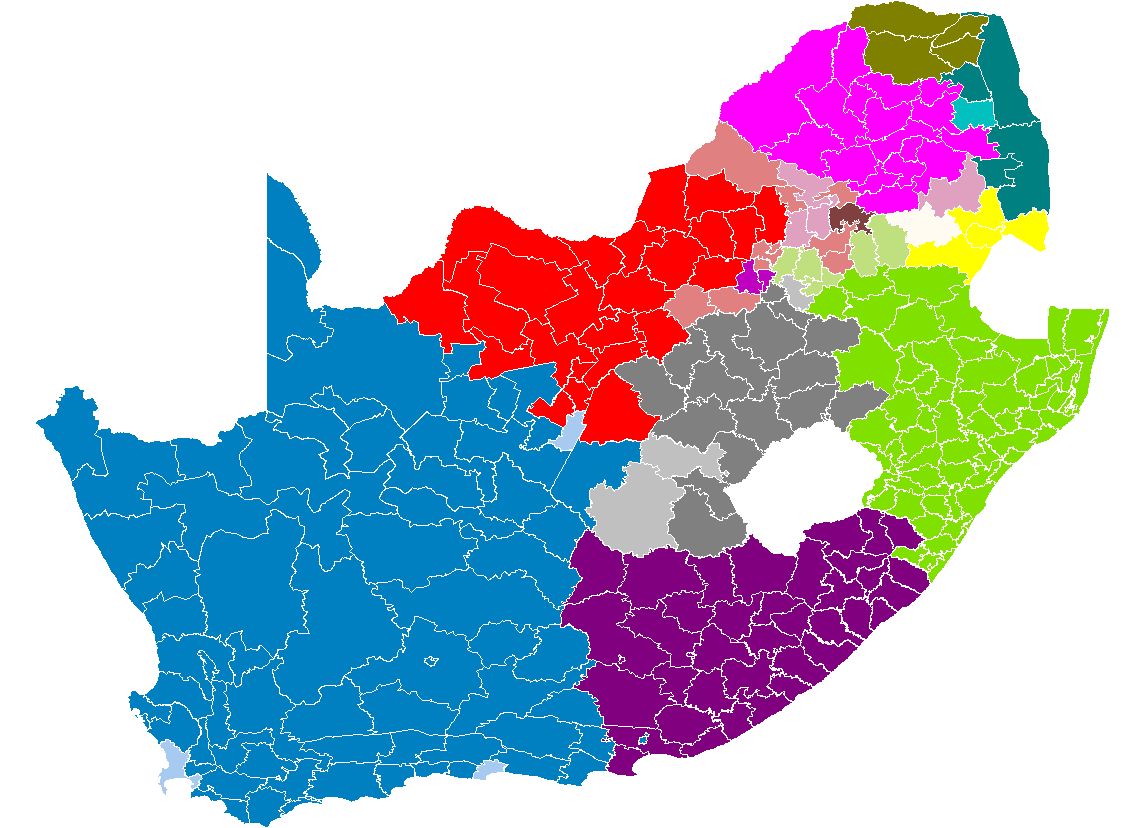
Самые распространённые домашние языки по округам:
Африкаанс
Венда
Зулу
Коса
Северный сото
Сесото
Свати
Тсвана
Тсонга

Согласно Конституции ЮАР официальными языками республики являются следующие:
- английский
- африкаанс
- венда
- зулу
- коса
- южный ндебеле
- свати, или свази
- сесото, или южный сото
- северный сото, или сепеди
- тсвана
- тсонга
- южноафриканский жестовый язык[2]

Наиболее распространённым первым языком в ЮАР является зулу (24 %). На втором месте язык коса, на третьем — африкаанс. Английский занимает лишь пятое место, но он играет важную роль как язык межэтнического общения, особенно в городах. Именно английский чаще всего используется в СМИ и в управлении. При этом африкаанс, хотя и потерял свои позиции после падения апартеида (например, Южноафриканская телерадиовещательная корпорация заметно сократила отводимое ему эфирное время), сохраняет своё влияние, особенно на западе страны (так, печатное издание с самым крупным тиражом — журнал для всей семьи на африкаанс Huisgenoot).
Языки зулу, коса, свати и ндебеле входят в группу нгуни, и носители каждого из них в принципе способны понимать носителей других языков. Языки нгуни преобладают на побережье (кроме западного) и на востоке страны. То же относится к сесото, северному сото и тсвана — языкам, входящим в группу сото и распространённым в основном в центре ЮАР. На западе страны преобладает африкаанс, на котором говорят не только белые, но и цветные (от смешанных браков) жители страны.

## Национальные языки
Кроме официальных языков, Конституция ЮАР признаёт ещё шесть языков в качестве национальных:
- кхой
- нама
- сан (очевидно, речь идёт о группе)

Кроме того, Конституция предусматривает защиту прав языков меньшинств-иммигрантов, таких как немецкий, телугу, урду и других, а также языков, используемых для религиозных целей (арабский, санскрит и т. д.)

## Прочие
Широкое хождение в среде городской чернокожей молодёжи имеет креолизированный язык-жаргон цоциталь, не имеющий официального статуса. Нередко молодые люди владеют им лучше, чем своим «родным» языком.